# Рыбежка (приток Паши)
Рыбежка или Большая Рыбежка — река в России, протекает в Волховском районе Ленинградской области.
Образуется слиянием рек Малая Рыбежка и Большая Рыбежка. Течёт на запад. Устье реки находится в 28 км по правому берегу Паши. Длина реки составляет 15 км (вместе с Большой Рыбежкой — 50 км).
У впадения Рыбежки в реку Пашу расположены памятники Усть-Рыбежна I (эпоха неолита) и Усть-Рыбежна II (эпоха раннего металла). Из Усть-Рыбежны известен каролингский меч типа «Е» со знаком из крестов и подковообразных фигур.

## Данные водного реестра
По данным государственного водного реестра России относится к Балтийскому бассейновому округу, водохозяйственный участок реки — Свирь, речной подбассейн реки — Свирь (включая реки бассейна Онежского озера). Относится к речному бассейну реки Нева (включая бассейны рек Онежского и Ладожского озера).
Код объекта в государственном водном реестре — 01040100812102000013819.